# Карповка (Забайкальский край)
Ка́рповка — село в Читинском районе Забайкальского края России, входит в состав сельского поселения «Смоленское».

## География
Село расположено в 25 км к северу от Читы, близ реки Карповка и Карповских озёр, в 7 км к северу от центра сельского поселения, села Смоленка.

## Население
| 2002 | 2010 | 2011 | 2012 | 2021 |
| ---- | ---- | ---- | ---- | ---- |
| 651  | ↘545 | ↘518 | ↘365 | ↗636 |

## Экономика
Основным работодателем в селе является Дорожный центр восстановительной медицины и реабилитации «Карповка». Многие жители Карповки ведут личные подсобные хозяйства. Земли использовавшиеся ранее (до 1991 года) для производства сельскохозяйственной продукции заняты садоводческими, огородническими и дачными хозяйствами. В селе зарегистрировано 6 хозяйственных обществ.

### Образовательная система
- МОУ для детей дошкольного и младшего школьного возраста, начальная школа-детский сад.

### Учреждения здравоохранения
- Дорожный центр восстановительной медицины и реабилитации «Карповка».
- Фельдшерско-акушерский пункт.

### Учреждения культуры
- Дом культуры Дорожного центра восстановительной медицины и реабилитации «Карповка».

## Транспорт
От Читы до Карповки курсируют автобусы:
- № 114: Чита (Троллейбусное депо) — Карповка (СНТ «Карповский») — маршрут сезонный — перевозки осуществляются только в летнее время.
- № 120: Чита (Вокзал) — Карповка (Дорожный центр восстановительной медицины и реабилитации «Карповка»).

## Разное
Входит в Перечень населенных пунктов Забайкальского края, подверженных угрозе лесных пожаров

## Достопримечательности и памятники
В Карповке находится памятник — братская могила 28 воинов Народно-революционной армии Дальневосточной Республики.